# Portugal International 2020
Die Portugal International 2020 fanden vom 5. bis zum 8. November 2020 in Caldas da Rainha statt. Sie wurden im Centro de Alto Rendimento de Badminton ausgetragen, dem Leistungszentrum des portugiesischen Badmintonverbands Federação Portuguesa de Badminton. Es war die 55. Auflage dieser internationalen Titelkämpfe von Portugal im Badminton.

## Sieger und Platzierte
| Disziplin    | Gold                                  | Silber                              | Bronze                                 |
| ------------ | ------------------------------------- | ----------------------------------- | -------------------------------------- |
| Herreneinzel | Brice Leverdez                        | Lucas Corvée                        | Pablo Abián                            |
| Herreneinzel | Brice Leverdez                        | Lucas Corvée                        | Luís Enrique Peñalver                  |
| Dameneinzel  | Sabrina Jaquet                        | Léonice Huet                        | Rachael Darragh                        |
| Dameneinzel  | Sabrina Jaquet                        | Léonice Huet                        | Jenjira Stadelmann                     |
| Herrendoppel | Lucas Corvée Brice Leverdez           | Christopher Grimley Matthew Grimley | Enrico Baroni Giovanni Toti            |
| Herrendoppel | Lucas Corvée Brice Leverdez           | Christopher Grimley Matthew Grimley | Emil Lauritzen Mads Muurholm           |
| Damendoppel  | Lauren Middleton Holly Newall         | Sara Boyle Rachael Darragh          | Rachel Andrew Rachel Sugden            |
| Damendoppel  | Lauren Middleton Holly Newall         | Sara Boyle Rachael Darragh          | Eleanor O’Donnell Sarah Sidebottom     |
| Mixed        | Christopher Grimley Eleanor O’Donnell | Adam Pringle Rachel Andrew          | Paweł Śmiłowski Magdalena Świerczyńska |
| Mixed        | Christopher Grimley Eleanor O’Donnell | Adam Pringle Rachel Andrew          | Wiktor Trecki Wiktoria Adamek          |